# Angkatan Kidul
Angkatan Kidul is een bestuurslaag in het regentschap Pati van de provincie Midden-Java, Indonesië. Angkatan Kidul telt 2132 inwoners (volkstelling 2010).